# Dubrilla Ekerlund
Dubrilla Ekerlund, även känd som Anna D. Ekerlund (fullständigt namn Anna Camilla Louise Ekerlund ), född 11 juni 1977 i Malmö, är en svensk skådespelare.

## Filmografi
- 1995 – Nattens barn (TV-serie)
- 1997 – Adam & Eva
- 1998 – Beck – Vita nätter
- 1999 – Skilda världar
- 2007 – Gamar

### Fotnoter
1. ↑  ”Dubrilla Ekelund”. Svensk Filmdatabas. http://www.sfi.se/sv/svensk-filmdatabas/Item/?type=PERSON&itemid=227364&ref=%2ftemplates%2fSwedishFilmSearchResult.aspx%3fid%3d1225%26epslanguage%3dsv%26searchword%3dDubrilla+Ekerlund%26type%3dPerson%26match%3dBegin%26page%3d1%26prom%3dFalse. Läst 5 mars 2013.